# Климена (океанида)
Климена (др.-греч. Κλυμένη) — персонаж древнегреческой мифологии. Океанида, дочь Океана и Тефиды, супруга Иапета, мать Прометея, Эпиметея, Менетия и Атланта.
По другим родословным, жена, дочь и внучка Прометея, мать Девкалиона; по версии, родила от Зевса Мнемосину.
Тождественна с океанидой — женой Гелиоса (отождествляемого с Аполлоном) и матерью Фаэтона и Астриды, а также Гелиад. В другой группе источников мать Фаэтона, отождествляется с дочерью Миния.
Климена спасла Персея. Упомянута Вергилием.
Возможно, в честь океаниды Климены назван астероид (104) Климена, который был открыт 13 сентября 1868 года американским астрономом Дж. К. Уотсоном в Детройтской обсерватории, США, и назван в честь одного из 10 персонажей древнегреческой мифологии с именем Климена.